# Montseny (Barcelona)
Montseny es un municipio de la provincia de Barcelona (Cataluña, España), situado en la comarca del Vallés Oriental con una extensión de 27,02 km² situado en la parte meridional del macizo del Montseny.
El municipio, de 320 habitantes, destaca por su oferta turística y paisajística contando con innumerables rutas, excursiones, ferias tradicionales, hoteles, fondas y restaurantes, además del río Tordera, con su nacimiento en la Font Bona, en el Coll de Sant Marçal.
Su relieve es muy accidentado, ya que se extiende desde las cimas de Matagalls y Les Agudes en torno a los 1700 metros de altitud, hasta más abajo del núcleo principal del pueblo, que está situado alrededor de la iglesia parroquial, en una cota de 530 metros.

## Demografía
Montseny cuenta con una población de 380 habitantes (INE 2024).
| Gráfica de evolución demográfica de Montseny entre 1842 y 2021 |
| |
| Población de derecho según los censos de población del INE. Población de hecho según los censos de población del INE.En estos censos se denominaba Monseny: 1842, 1857, 1860, 1877, 1887, 1897 y 1900. |

## Patrimonio
- Ermita de San Marçal de Montseny: Románica.
- Iglesia Sant Martí: Románica.
- Iglesia románica de San Julià: iglesia ubicada en el centro del pueblo en cuyo patio hay un acebo catalogado como árbol monumental.
- Piedra megalítica la Estela de la Calma: También llamada sitja del Llop (silo del lobo), yacía en una de las paredes de una cabaña de pastor, de nombre «la barraca de las Lloses», situada  en el Pla de la Calma. Presenta grabados de significado y fecha inciertos, aunque ciertos autores la sitúan hacia finales del Neolítico. Actualmente la pieza original está expuesta en el  pueblo del Montseny y en la cabaña hay una réplica.
- Museo de les Esquelles de Jaume: exposición de distintos cencerros, casi 1000 aproximadamente, que un antiguo pastor, el Sr. Jaume Traveria, fue recogiendo a lo largo de su